# Epicharis albofasciata
Epicharis albofasciata är en biart som beskrevs av Smith 1874. Epicharis albofasciata ingår i släktet Epicharis och familjen långtungebin. Inga underarter finns listade i Catalogue of Life.